# دوايت جونسون
دوايت جونسون هو ناشط سلام وسياسي كندي، ولد في 26 مارس 1898، وتوفي في 3 يونيو 1972. حزبياً، نشط في الحزب الشيوعي الكندي.